# Janusz Korwin-Mikke
Janusz Ryszard Korwin-Mikke (Varsóvia; 27 de outubro de 1942), é um político polonês de extrema-direita paleolibertário. Ele foi membro do Parlamento Europeu de 2014 a 2018. Atualmente é presidente do partido KORWiN, e desde 2019 é membro do Sejm.

## Biografia
Janusz Korwin-Mikke nasceu na Varsóvia ocupada pelos alemães em 27 de outubro de 1942. Ele era o único filho de Ryszard Mikke e Maria Rosochacka. Após a morte de sua mãe durante a Revolta de Varsóvia em 1944, ele ficou sob os cuidados de sua avó e depois de sua madrasta.
Korwin-Mikke estudou na Faculdade de Matemática e na Faculdade de Filosofia da Universidade de Varsóvia. Por suas atividades anticomunistas, em 1964 foi detido pelas autoridades comunistas enquanto estudava psicologia, direito, filosofia e sociologia. Durante a crise política polonesa de 1968, ele foi novamente preso, encarcerado e expulso da universidade por sua participação em protestos estudantis.
Em 1991, Korwin-Mikke se tornou membro do Parlamento durante o primeiro mandato do Sejm da Terceira República da Polônia. Ele foi o autor da resolução de veto em 28 de maio de 1992, que obrigou o Ministro do Interior a divulgar os nomes de todos os políticos que haviam sido agentes da polícia secreta comunista. A lista divulgada continha numerosos políticos proeminentes da maioria das facções políticas. Isso levou à derrubada do governo pela oposição e pelo presidente Lech Walesa.
Foi candidato do seu partido nas eleições presidenciais polacas, obtendo 2,4% dos votos em 1995, 1,43% em 2000, 1,4% em 2005, 2,48% em 2010, 3,3% em 2015. Em 2018 co-fundou um eurocéptico partido político Konfederacja. Em 2019 foi eleito novamente deputado na câmara baixa do Parlamento Polaco (Sejm), cargo que ocupa atualmente.
Ele frequentemente se refere a figuras como Frédéric Bastiat, Alexis de Tocqueville, Friedrich Hayek, Milton Friedman e Margaret Thatcher.